# Xenicus longipes
A carriça-do-mato (Xenicus longipes) ou mātuhituhi em língua maori, foi uma ave terrestre endêmica da Nova Zelândia.

## Descrição

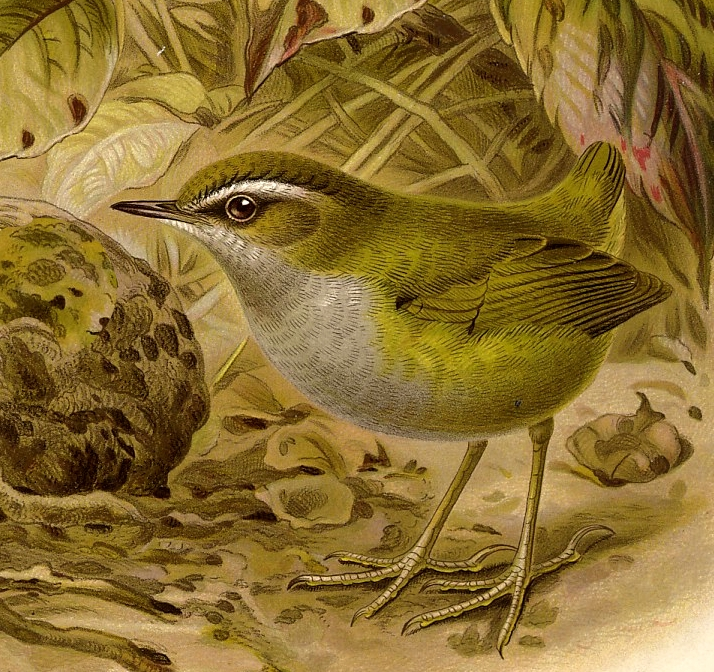
Ilustração do Xenicus longipes longipes por John Gerrard Keulemans.

Cresceu para cerca de 9cm de comprimento e 16g em peso. Se alimentava principalmente de invertebrados que são capturados ao longo dos ramos de árvores. É aninhado perto do chão.

## Extinção

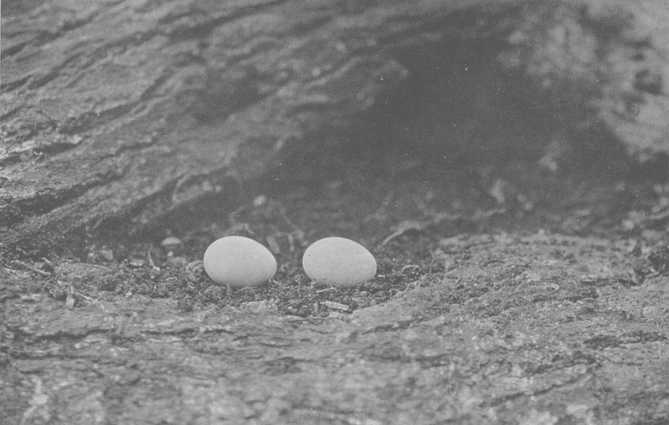
Ovos de X. l. longipes em 1911

Foi difundido durante todas as ilhas principais do país até o final do século XIX. Quando mamíferos invasores foram introduzidos, como mustelídeos e ratos como predadores, se deu início a sua extinção. 
Existem três subespécies do Xenicus longipes:
Os relatórios autenticados da subespécie (X. l. Stokesi) na Ilha Norte desde 1900 eram do sul dos Montes Rimutaka em 1918 e os Ureweras até 1955, com avistamentos prováveis em 13 de junho de 1949, perto do Lago Waikareiti, e várias vezes na primeira metade do século XX nos Montes Huiarau, e da Ilha Kapiti, em 1911 (Edgar, de 1949; St. Paul & McKenzie, 1977; Miskelly, 2003). Aparentemente, a última população vivia na área onde o Parque Nacional Te Urewera foi estabelecido, ironicamente apenas em torno do tempo de sua extinção.
Os últimos relatórios autenticadas da subespécie (X. l. Longipes) na Ilha Sul eram da passagem de Arthur em 1966 e do Nelson Lakes National Park, em 1968. Houve alguns relatos infundados, desde então, a partir de Fiordland e Nelson Lakes.
A terceira subespécie,  X. l. variabilis, foi encontrada na Ilha Stewart/Rakiura e as ilhas próximas. Ela é conhecida por ter sobrevivido na Ilha Stewart até 1951 (Dawson, 1951), mas foi provavelmente exterminada pelos gatos selvagens. Viveu em Kotiwhenua (Ilhas Salomão), sendo razoavelmente comum, até o início dos anos 1960. Ela sobreviveu livre de predadores na Big South Cape Island, até os ratos pretos (R. rattus) invadirem em 1964. O Serviço de Vida Selvagem da Nova Zelândia tentou salvar a espécie realocando todas as aves que poderiam capturar. Eles pegaram seis aves e transferiu-as para a Ilha Kaimohu, onde não sobreviveram, e acabaram morrendo em 1972.
A espécie está provavelmente extinta, mas não é impossível que esta sobreviva.